# Санчес Роман, Фелипе (младший)
Фели́пе Са́нчес Рома́н и Гальи́фа (исп. Felipe Sánchez Román y Gallifa; 12 марта 1893, Мадрид — 21 января 1956, Мехико) — испанский адвокат и политический деятель.

## Адвокат и учёный-цивилист
Родился в семье известного испанского юриста, сенатора, министра и преподавателя гражданского права Фели́пе Са́нчес Рома́на. Получил степень лиценциата права в Центральном университете Мадрида в 1913 году и степень доктора права там же в 1915 году. С 1914 года работал в генеральной дирекции регистрации и нотариата министерства юстиции. С 1916 преподавал на кафедре гражданского права Центрального университета. Входил в число преподавателей, покинувших свои кафедры в конце правления генерала Мигеля Примо де Риверы в знак протеста против его диктатуры. Наряду с педагогической деятельностью в университете, участвовал и в работе исполнительного комитета совета по строительству университетского городка в Мадриде. Занимался адвокатской практикой, в 1918—1939 годах входил в состав коллегий Мадрида, Барселоны, Севильи, Валенсии, Вальядолида, Бургоса, Сан-Себастьяна и др., один из наиболее известных испанских адвокатов своего времени. В 1928—1930 годах — преподаватель Королевской академии юриспруденции и законодательства в Мадриде.
В 1931—1939 годах был членом испанской группы Гаагского международного арбитражного суда. В 1934 году был избран членом Академии моральных и политических наук в Мадриде. Представлял правительство Испанской республики в международных спорах, в том числе в Гаагском суде.

## Политик
В 1930 году был одним из участников подписания пакта Сан-Себастьяна, ставшего символом объединения республиканской оппозиции. В том же году защищал лидера социалистов Франсиско Ларго Кабальеро на судебном процессе против членов подпольного временного правительства. После свержения монархии в 1931 был избран независимым депутатом учредительных кортесов (парламента) от Мадрида и играл значительную роль в законотворческой деятельности. Участвовал в подготовке проекта республиканской Конституции, был одним из авторов законов об аграрной реформе, статуте автономии Каталонии, создании Суда конституционных гарантий (аналога Конституционного суда) и др. Будучи умеренным республиканцем, Санчес Роман считал необходимым объединение центристских политических сил для борьбы против крайне левых и крайне правых. В 1934 основал небольшую Национальную республиканскую партию, «умеренную, парламентскую и мирную», ориентированную на средний класс. В 1934—1935 был участником переговоров ведущих политических деятелей республики — таких как президент Нисето Алькала Самора, Мануэль Асанья, Диего Мартинес Баррио — о создании единого центристского республиканского блока. В 1936 году был одним из основных авторов предвыборного манифеста Народного фронта, но вышел из этой коалиции, когда в неё вошли коммунисты. Также оставил и пост руководителя своей партии.
После начала военного выступления националистов в июле 1936 года председатель кортесов Мартинес Баррио был назначен 18 июля премьер-министром правительства, которое должно было предотвратить гражданскую войну. Министром без портфеля в этом правительстве стал Санчес Роман, предложивший достичь компромисса между противостоящими силами на основе ряда уступок со стороны правительства — таких как запрет забастовок и роспуск левой милиции (военизированных подразделений), а также образование консультативного совета, призванного разработать программу реконструкции страны. Компромисс был отвергнут как националистами, так и крайне левыми, сторонники которых провели 19 июля массовую демонстрацию в Мадриде. В тот же день правительство ушло в отставку, просуществовав около суток.

## Эмигрант
После победы националистов в гражданской войне Санчес Роман эмигрировал в Мексику (в апреле 1939), где стал юридическим советником президента Ласаро Карденаса. Кроме того, он был руководителем юридических департаментов в ряде контролируемых государством компаний — Fundidora de Fierro, Minera del Norte, S. A., Mexicana de Comercio Exterior, S. A., Siderúrgica de Monterrey, S. A., Acero de Monterrey, S. A. и Cerro del Mercado, S. A. В 1940 основал Институт сравнительного права в Мехико, был его первым директором до 1941. В 1940-1953 преподавал на юридическом факультете Национального автономного университета Мехико.